# BS Reader
BS Reader（BS リーダー）とは、セルシスが開発し、ボイジャー・ネオスとともに配布する電子書籍閲覧アプリ。セルシスが提供していたBookSurfing（ComicSurfing）とボイジャーが提供する.book形式の電子書籍を閲覧できる。日本の携帯電話・iOSデバイス・Android端末用のアプリが用意され、PCおよびMacにはBS Reader for Browserで対応する。
2012年6月には、このBS Readerを採用した電子書籍サービスが100サイトを越えたと発表された。
コミックスの閲覧では、携帯電話の小さい画面全体に一つのコマを拡大したり、音楽や効果音を流すといった効果を追加することができる。

## Starビューア
日本の携帯電話向けの電子コミック閲覧システム。5digistar株式会社が開発し、BS Readerと補完的利用が推奨されている。